# 西太平洋銀行
西太平洋銀行是一間跨國性的金融服務公司。為澳洲四大銀行之一，紐西蘭第二大銀行。
西太平洋銀行是澳洲歷史最悠久的銀行，其前身為新南威爾士銀行 (Bank of New South Wales，成立於1817年)，它於1982年與新金山金媽士銀行（Commercial Bank of Australia，成立於1866年）合併並採用當今名稱。

## 外部連結
- 西太平洋銀行官方網站 （页面存档备份，存于）
- Westpac 紐西蘭西太平洋銀行官方網站 （页面存档备份，存于）